# Національна система магістралей США
Національна система магістралей США (англ. National Highway System) — мережа стратегічних автомобільних доріг США, що включає у себе Interstate Highway System та інші дороги, що обслуговують головні аеропорти, морські порти, залізничні та автомобільні термінали, термінали трубопровідного транспорту та інші стратегічні транспортні об'єкти.
Штати США заохочуються до фокусування федеральних коштів на покращенні ефективності та безпеки цієї мережі, що складає всього 4% національних доріг. Приналежність доріг до мережі було визначено Міністерством транспорту США у співпраці з штатами, місцевими органами влади та організаціями, що займаються плануванням містобудування (англ. metropolitan planning organization) і затверджено Конгресом США у 1995 році.

## Заснування
Програму масштабного будівництво автомагістралей запустив 34-й президент США Дуайт Ейзенхауер. Дороги були призначені для безпечного руху на швидкості 125 км/год і спроектовані таким чином, що країною можна проїхати від краю до краю, не зупинившись ні разу. Всі вони відповідали жорсткому стандарту. Навіть у пустельних районах дороги будували, як мінімум, в чотири смуги. Кожна смуга — завширшки майже 4 метри, розділова смуга — не менше півтора метра.
Закон щодо ефективності міжвузлового наземного транспортного сполучення від 1991 року (англ. Intermodal Surface Transportation Efficiency Act of 1991) передбачав включення Interstate Highway System до нової системи.
Закон про визначення Національної системи магістралей США англ. National Highway System Designation Act від 1995 року — це Закон Конгресу США, що було підписано як закон Президентом США Біллом Клінтоном 28 листопада 1995 року, визначав законодавчо 259 032 км доріг, включаючи Систему міжштатних магістралей, як Національну систему магістралей.
Крім визначення системи закон також мав декілька інших цілей, зокрема відновлення фінансування у розмірі 5,4 млрд долари США для відділів швидкісних автодоріг штатів, надаючи Конгресу право на надання пріоритету проектам швидкісних доріг, скасовуючи весь контроль федеральних обмежень швидкості та заборона використання федеральних коштів на побудову магістралей для перетворення існуючих знаків або встановлення нових у метричній системі одиниць.
Закон також створював Державний Інфраструктурний Банк пілотних програм (англ. State Infrastructure Bank pilot program). Десять штатів було обрано у 1996 році для впровадження цього методу фінансування доріг. Ці банки будуть позичати гроші у кредит, як і звичайні банки, в федерального уряду або в приватному секторі економіки та повертатимуть їх за допомогою плати за користування на платних автодорогах або з податків. У 1997 році ще 28 штатів попросили про можливість долучитись до програми. Огайо був першим штатом, що використав такий банк для будівництва дороги. Перевагою цього методу є швидше завершення проектів, оскільки закони штатів та дефіцит відповідних проектів були потенційними проблемами будівництва.

## Огляд мережі

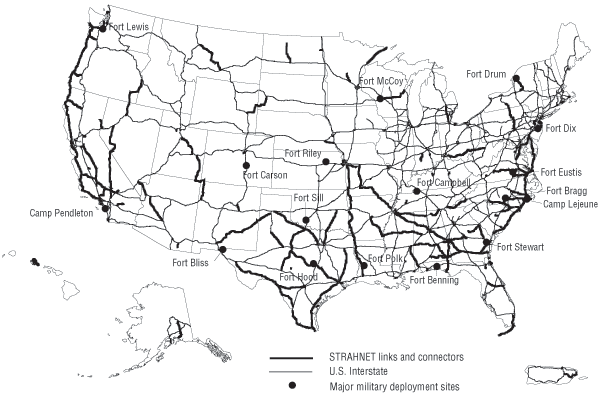
Мапа Стратегічної мережі магістралей, однієї зі складових Національної системи

Національна система магістралей включає в себе одну або декілька з наступних мереж доріг:
- Interstate Highway System
- Стратегічна мережа магістралей англ. Strategic Highway Network (STRAHNET), що складається з важливих для оборони США доріг та зв'язків з головними військовими базами з цією стратегічною мережею
- Дороги до 207 аеропортів, 198 морських портів, 190 залізничних терміналів та терміналів для вантажівок, 67 залізничних станцій Amtrak, 58 терміналів трубопровідного транспорту, 82 автобусні термінали міжміського сполучення, 307 транзитних громадських станцій, 37 поромних терміналів та 20 багатоцільових пасажирських терміналів.[5]

Система включає 4% національних доріг якими пересувається 40% транспорту, 75% вантажного транспорту, 90% туристичного трафіку. Всі населені пункти з населенням понад 50 тисяч чоловік та понад 90% населення США проживають у межах 8 км (5 миль) від доріг мережі яка є найдовшою у світі.